# Literaturlinguistik
Unter Literaturlinguistik wird in der neueren Germanistik eine Verbindung von sprachwissenschaftlichen und literaturwissenschaftlichen Gegenständen, Fragestellungen und/oder Methoden verstanden.

## Geschichte
Während das Fach Germanistik in seinen Anfängen die Trennung in Sprach- und Literaturwissenschaft nicht kannte, bildeten sich in der zweiten Hälfte des 20. Jahrhunderts die beiden Teildisziplinen deutlich heraus. Der Linguistik ging und geht es dabei insbesondere um das ‚Material‘, um „Gesetze, Formen und Strukturen“ der Sprache, um die Langue; der Literaturwissenschaft, die sich als „Analyse von konkreten Texten und ihren Bestandteilen“ versteht und der es „auch (wenngleich nicht nur) auf Inhalte ankommen kann“, um die Interpretation individueller sprachlicher Äußerungen (Parole). Spätestens seit den 1960er Jahren wurden die beiden Teildisziplinen auch institutionell (durch die Denomination von Professuren) geschieden.
Als in den 1980er Jahren die neue sprachwissenschaftliche Teildisziplin der Textlinguistik verstärkt auf Interesse stieß, war die Auseinanderentwicklung bereits so weit fortgeschritten, dass eine Wiederannäherung kaum möglich schien. Literarische Texte als Gegenstände der Untersuchung wurden linguistischerseits in der Regel gemieden. Umgekehrt ignorierte die Literaturwissenschaft weitgehend die neuen Erkenntnisse der Sprachwissenschaft und begegnete den Ansätzen des Strukturalismus mit Skepsis. Einer in der Germanistik verbreiteten Meinung zufolge sind „weder [...] Literaturwissenschaftler daran interessiert (oder in der Lage), etwas über das Wesen von Sprache allgemein herauszufinden oder Einzelsprachen in ihrer Systematik zu beschreiben, noch können oder wollen Linguisten die spezifische Differenz literarischer Texte, das was sie zu Literatur macht, erfassen.“ Auf einer Tagung mit dem Titel Linguistics and Literary Studies: Interfaces, Encounters, Transfers, die 2009 in Freiburg stattfand, wurde diskutiert, „ob sich Sprachwissenschaft und Literaturwissenschaft am Beginn des 21. Jahrhunderts (noch) etwas zu sagen hätten“; diese Frage „wurde in der Mehrzahl der Fälle mit großer Skepsis beantwortet; ein Statement war, die Berührungen zwischen beiden Disziplinen seien primär institutioneller Natur“.
Weniger ausgeprägt als in der Germanistik erscheint die Trennung der beiden Teildisziplinen in einigen benachbarten Philologien, in denen auch in der Literaturwissenschaft die strukturalistische Tradition stärker ist, beispielsweise in der Romanistik oder der Slawistik. Im englischsprachigen Raum findet sich mit der Poetics and Linguistics Association (PALA) eine Institution, die sich mit Literaturlinguistik befasst. Vermittlungsversuche gab es jedoch auch in der Germanistik. Insbesondere steht dafür die 1970 gegründete Zeitschrift für Literaturwissenschaft und Linguistik (LiLi). An der Universität Koblenz-Landau gibt es den Master-Studiengang „Dynamiken der Vermittlung“, der auf die Integration von Sprachwissenschaft und Literaturwissenschaft ausgerichtet ist, sowie eine Juniorprofessur für Integrierte Germanistik; das Profil des Instituts ist das einer „integrierten Germanistik“. Das Europäische Zentrum für Sprachwissenschaften hat „literaturlinguistische Fragestellungen und Herangehensweisen“ als „sinnvolle Ergänzung des tradierten Methodenspektrums“ im Rahmen zweier Veranstaltungen fokussiert und damit „Zeichen für eine stärkere Ausrichtung der Germanistik auf die literaturlinguistische Forschung gesetzt“.

## Terminologie
Der Terminus Literaturlinguistik ist nicht als Determinativkompositum, sondern als „Klammer-Kopulativkompositum“ gemeint, das heißt, er ist „nicht zu verstehen als ‚Linguistik, die sich mit Literatur beschäftigt‘, sondern soll Literaturwissenschaft und Linguistik als gleichgewichtig erscheinen lassen“. Nach vereinzelten Belegen, die bis in die frühen 1990er Jahre zurückreichen, erscheint der Ausdruck 2009 erstmals programmatisch: als Titel einer germanistischen Lehrveranstaltung. 2013 wurde er im Titel einer Tagung aufgegriffen, die an der Universität Vechta stattfand. Im Anschluss daran entstand das Internetportal „Literaturlinguistik. Ein Zugang“, das „als zentraler Präsentationsort für literaturlingistische Forschungsprojekte – fachwissenschaftliche ebenso wie fachdidaktische – und auch als Forum und Kontaktbörse fungieren“ soll. Kurz darauf findet sich Literaturlinguistik beispielsweise als Titel eines Masterseminars an der Universität Kiel (Wintersemester 2015/16), als Suchkategorie des Essener Linguistik-Servers LINSE oder als Spartenschlagwort des Winter-Verlags. Andere Bezeichnungen sind Linguistische Literaturwissenschaft sowie im englischsprachigen Bereich Literary Linguistics; beispielsweise bietet die Universität Nottingham einen Masterstudiengang mit diesem Titel an; das Department of English and Linguistics der Johannes Gutenberg-Universität Mainz gibt seit 2012 die Zeitschrift Literary Linguistics heraus. Da Tendenzen zu beobachten sind, die Termini Literaturlinguistik und Linguistische Literaturwissenschaft nicht synonym zu verwenden, sondern im Sinne von ›Linguistik, die sich mit literarischen Texten beschäftigt‹ bzw. ›Literaturwissenschaft, die linguistische Methodenansätze nicht ignoriert‹ zu differenzieren, wird als Klammerterminus teilweise auch Philologie in Erwägung gezogen.

## Inhalte
Sprach- und Literaturwissenschaft haben aus literaturlinguistischer Sicht auch unabhängig voneinander ihren Wert und ihre Berechtigung. Literaturlinguistik stellt als Verbindung von literatur- und sprachwissenschaftlichen Gegenständen und Methoden lediglich eine zusätzliche Forschungsperspektive dar. Sie geht aus von der Annahme, „dass es für jede Seite sinnvoll und wünschenswert ist, neuere Entwicklungen ‚gegenüber‘ kennenzulernen: sei es, um aus unerwarteter Nähe, sei es, um aus anregender Befremdung produktive Anstöße zu gewinnen“. Prinzipiell können literaturlinguistische Herangehensweisen ganz unterschiedlich erscheinen: beispielsweise in Form von „literarischer Hermeneutik, Narrationstheorie, Stilistik, Sprach- und Literaturdidaktik, Textsorteninterpretation, Diskurssemantik oder Bildlinguistik“. Als „gemeinsame Grundlage für literatur- und sprachwissenschaftliches Arbeiten“ wird die „Materialität des Textes“ postuliert; dabei werden Texte in der Regel als grammatisch und semantisch komplex strukturierte sprachliche Zeichen beschrieben. Linguistische Interpretationsansätze können ebenso auf literarische Texte angewendet werden, wie umgekehrt die Übertragung literaturwissenschaftlicher Modelle auf nicht-literarische Texte möglich ist. Soziolinguistische, speziell varietätenlinguistische Perspektiven können beispielsweise die Untersuchung der Rolle von Dialekt in der Literatur bereichern. Als Literaturlinguistik erscheinen auch lexikographische Beschreibungen des Wortschatzes einzelner literarischer Autoren wie das Goethe-Wörterbuch oder Epochen wie die Projekte Klassikerwortschatz oder Zentralbegriffe der klassisch-romantischen „Kunstperiode“.

## Literatur (Auswahl)
- Jochen A. Bär: Hermeneutische Linguistik. Theorie und Praxis grammatisch-semantischer Interpretation. Grundzüge einer Systematik des Verstehens. De Gruyter, Berlin/München/Boston 2015. ISBN 978-3-11-040519-4.
- Jochen A. Bär, Jana-Katharina Mende, Pamela Steen (Hrsg.): Literaturlinguistik – philologische Brückenschläge. Peter Lang, Frankfurt a. M. 2015. ISBN 978-3-631-66654-8.
- Anne Betten, Ulla Fix, Berbeli Wanning (Hrsg.): Handbuch Sprache in der Literatur. De Gruyter Mouton, Berlin/Boston 2017 (Handbücher Sprachwissen 17). ISBN 978-3-11-029789-8.
- Anne Betten, Jürgen Schiewe (Hrsg.): Sprache – Literatur – Literatursprache. Linguistische Beiträge. Erich Schmidt, Berlin 2011 (Philologische Studien und Quellen 234). ISBN 978-3-503-12294-3.
- Ulla Fix: Sprache in der Literatur und im Alltag. Frank & Timme, Berlin 2013, ISBN 978-3-86596-369-7.
- Monika Fludernik, Daniel Jacob (Hrsg.): Linguistics and Literary Studies / Linguistik und Literaturwissenschaft. De Gruyter, Berlin/Boston 2014. ISBN 978-3-11-034750-0.
- Michael Hoffmann, Christine Keßler (Hrsg.): Berührungsbeziehungen zwischen Linguistik und Literaturwissenschaft. Peter Lang, Frankfurt a. M./Berlin/Bern 2003, ISBN 978-3-631-39966-8.
- Bettina Kümmerling-Meibauer, Jörg Meibauer: Linguistik und Literatur. In: Schnittstellen der germanistischen Linguistik. Hrsg. v. Markus Steinbach et al. Metzler, Stuttgart/Weimar 2007, S. 257–290.
- Hans Lösener: Zwischen Wort und Wort. Interpretation und Textanalyse. Wilhelm Fink, München 2006. ISBN 978-3-7705-4235-2.